# Ruth Bader Ginsburg
Ruth Bader Ginsburg /ˈbeɪdər/ (sinh Joan Ruth Bader; 15 tháng 3 năm 1933 - 18 tháng 9 năm 2020):3 là thẩm phán của Tòa án tối cao nước Mỹ. Ginsburg được tổng thống Bill Clinton chỉ định và tuyên thệ nhậm chức vào ngày 10 tháng 8 năm 1993. Sau Sandra Day O'Connor, bà là nữ thẩm phán thứ 2 được xác nhận làm trong tòa án. Bà là 1 trong số 4 nữ thẩm phán, cùng với Sandra Day O'Connor, Sonia Sotomayor và Elena Kagan, đã và đang phục vụ cho Tòa án tối cao. Trước khi Sotomayor gia nhập tòa án và sau khi O'Connor's về hưu, Ginsburg là người phụ nữ duy nhất phục vụ cho Tòa án Tối cao. Trong khoảng thời gian trên, Ginsburg đã trở nên gay gắt hơn với định kiến về nữ quyền và bình đằng giới của mình. Bà được xem là thuộc về phe chủ nghĩa tự do của tòa án. Ginsburg đã đề xuất nhiều ý kiến đáng chú ý, như trong các vụ kiện United States v. Virginia, Olmstead v. L.C., và Friends of the Earth Inc. v. Laidlaw Environmental Services, Inc.
Ginsburg sinh ra tại Brooklyn, New York, trong gia đình Nga Do Thái. Chị gái qua đời khi bà còn nhỏ, mẹ bà cũng mất không bao lâu sau khi bà tốt nghiệp phổ thông. Bà nhận bằng cử nhân ở trường Đại Học Cornell, và làm mẹ trước khi bắt đầu khóa học luật tại trường Harvard. Bà là một trong số ít phụ nữ học chuyên ngành luật tại Harvard. Ginsburg đã học tại Trường Luật Columbia và tốt nghiệp đồng hạng nhất tại trường.